# محمد عياد المغبوب
محمد المغبوب هو أديب ليبي، ولد في سوق الجمعة في طرابلس في 1954/11/3. درس في المدارس النظامية الليبية حتي نهاية الإعدادية، تم التحق بالجيش الليبي في سلاح الجو عام 76 عن طريق ضم الموظفين من القطاعات الرسمية وبعد ترجيعه من حرب تشاد تم تسريحه، ومكث فيه تسع سنوات لم يتسنَ له خلالها مواصلة تعليمه الجامعي، ليواصل بعد تسريحه من الجيش دراسته الجامعة المفتوحة في طرابلس وتخصص في العلوم السياسية. تحصل علي دبلوم في الإدارة العامة، ثم التحق في مطلع التسعينات بالشركة الليبية للاستثمارات الخارجية.

## العمل ككاتب
بدأ مسيرة الكتابة بأول قصيدة شعرية اسمها «أنا الشعب»، ثم عمل في صحيفة الميزان؛ كتب أول مجموعة قصصية له بعنوان «وجهي الذي أريد» عام 1992، لتتوالي بعد هذه الأُضمومة القصصية كتاباته ما بين قصة وشعر ورواية، كما أنه كتب المقالة العمودية الأسبوعية في الصحف الليبية تحت عنوان (فيما أرى) عن الشأن السياسي والثقافي والاجتماعي والاقتصادي الليبي. وله العديد من الزوايا الصحفية منها أويا وقورينة.
انصرف الآن إلى كتابة الرواية وأصدر إحدى عشر رواية 

## من مؤلفاته: ــ
- طرابلس فيض من عسل الوطن - ديوان شعر
- حافة الليل - مجموعة قصصية
- طرابلس غيمة الروح الممطرة - ديوان شعر
- المتاهة - مجموعة قصصية
- بقايا - مجموعة قصصية
- كلام الصمت - مجموعة قصصية
- أنيأني الهدهد
- زاوية حرجة للحقيقة - مجموعة قصصية
- هل تقبلين دعوتي إلى العشاء - ديوان شعر
- رجل عارك ظله - رواية
- غواية وهي - رواية ضمن ثلاثية
- الفينكس - الجزء الثاني من الثلاثية.
- أحزان الياسين
- بيت قوسين
- حياة مزدوجة
- صوت البنفيج
- كشجرة اسقطت أوراقها
- مفازة الولقت
- قيد انتظار
- جادك الغيث
- المئوية ــــ سردية وطن